# George Cayley
George Cayley (født 27. december 1773, død 15. december 1857) var en engelsk ingeniør og opfinder. Han blev betragtet som pionér inden for aerodynamikken. Han var den første, der i sin forskning benyttede en model af et fly, og han konstruerede i 1853 det første svævefly. Med Cayleys kusk om bord formåede det at flyve ca. 450 meter hen over en dalsænkning.